# Christoph Flügge
Christoph Flügge (f. 14. juli 1947) er en tysk jurisk der fra 2008 har været dommer ved Det internationale tribunal til pådømmelse af krigsforbrydelser i det tidligere Jugoslavien i Haag. Fra juni 2001 til februar 2007 var han statssekretær i juridiske spørgsmål for Berlins senat.

## Værker
- DDR-Strafvollzug. Recht statt Drill. In: Neue Kriminalpolitik, 1990
- Alter Geist – neue Probleme. Strafvollzug nach der Wiedervereinigung. i: Neue Kriminalpolitik, 1991
- Assessment of the Ukrainian Prison System (Lakes/Fliigge/Philip/Nestorovic-Report), Council of Europe, Strasbourg 1997 (UKR V.B. 4 [97]1)
- ... und sie bewegt sich doch. Debatte um die Todesstrafe in der Ukraine. i: ai-Journal 6/1997
- Berlin zeigt Mut zur Reform. i: Neue Kriminalpolitik, 1/1998
- Untersuchungshaftanstalten des MfS. i: Strafvollzug in den neuen Bundesländern. Kriminologische Zentralstelle, Wiesbaden 1999
- Reassessment of the Needs of the Ukrainian Prison System. Council of Europe, Strasbourg 2004 (SG/Ukraine [2003] 1REV)